# Peter Hacker (Politiker)

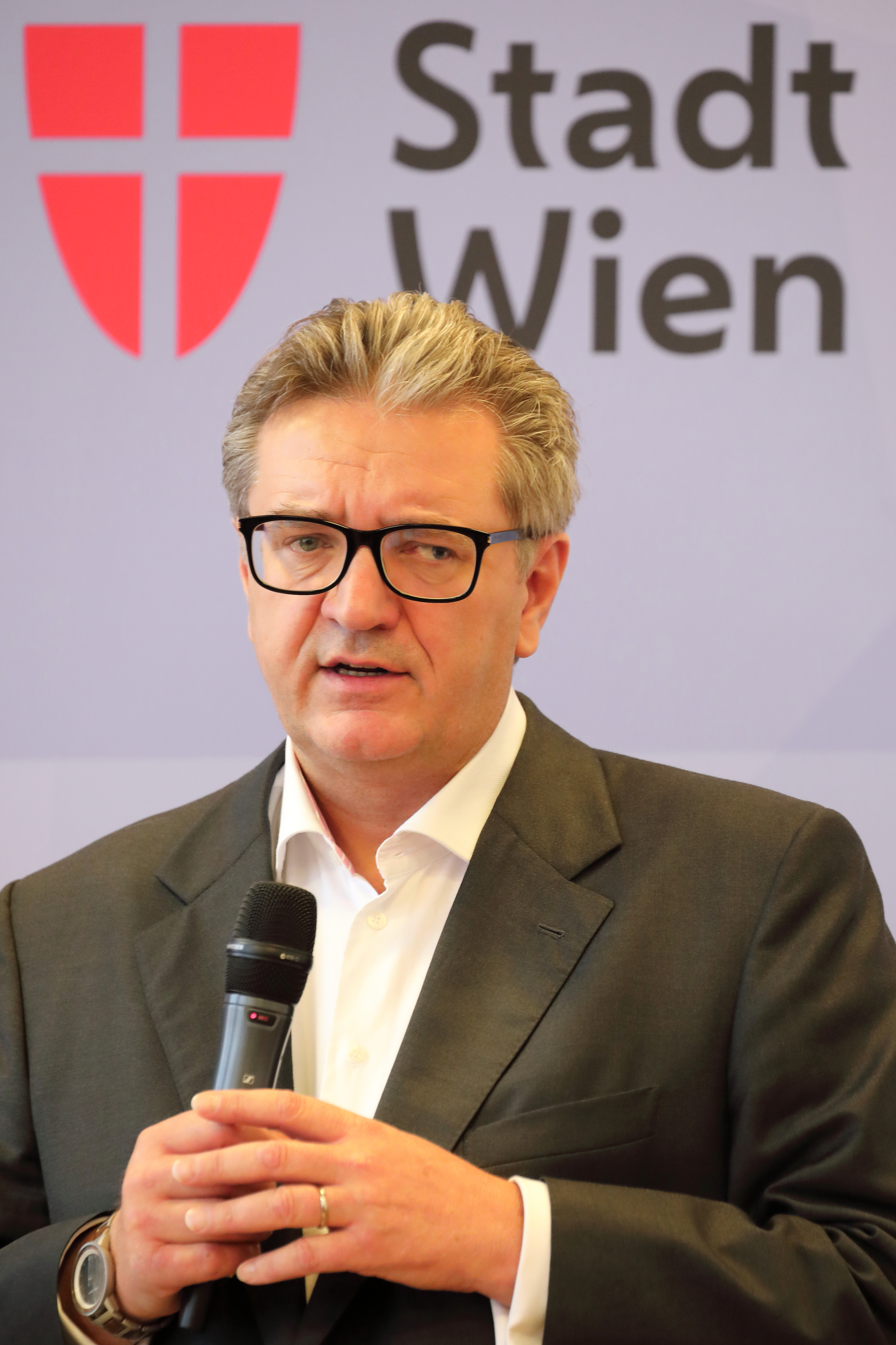
Peter Hacker (2020)

Peter Hacker (* 29. Juni 1963) ist ein österreichischer Manager und Politiker (SPÖ). Von 2001 bis Mai 2018 war Hacker Geschäftsführer des Fonds Soziales Wien. Seit 24. Mai 2018 ist er amtsführender Stadtrat in Landesregierung und Stadtsenat Ludwig I bzw. Ludwig II.

## Leben
Peter Hacker begann 1982 nach Matura und Präsenzdienst bei der Stadt Wien zu arbeiten, zunächst als Mitarbeiter in der Wohnungskommission. Ab 1985 war er unter Bürgermeister Helmut Zilk im neu geschaffenen Bürgerdienst mit persönlichen sozialen Anliegen von Wienern beschäftigt und mit den Bereichen Jugend und Soziales betraut. Von 1992 an, zu Beginn noch insbesondere mit der Situation auf dem Karlsplatz beschäftigt, bis 2003 fungierte er als Drogenkoordinator der Stadt. In diesen Jahren entstanden die Hilfs- und Betreuungsangebote der späteren Suchthilfe Wien. Als in diesem Kontext in den 1990er Jahren die AIDS-Problematik auch in Österreich mehr Aufmerksamkeit erfuhr, war er an der Schaffung des von Gery Keszler initiierten Life Balls beteiligt. Von 2001 bis zum 23. Mai 2018 war Hacker Geschäftsführer des Fonds Soziales Wien (FSW). Im Zuge der Flüchtlingskrise in Europa ab 2015 wurde er außerdem im Juli 2015 zum Koordinator für Flüchtlingswesen bestellt.
Am 24. Mai 2018 folgte er Sandra Frauenberger als Gesundheits- und Sozialstadtrat in Landesregierung und Stadtsenat Ludwig I nach. Von Andreas Mailath-Pokorny übernahm er außerdem die Sportagenden. Als Geschäftsführerin des Fonds Soziales Wien folgte ihm Anita Bauer nach. Im September 2018 wurde Hacker zum Präsidenten des Dachverbands Wiener Sozialeinrichtungen gewählt. Am 11. März 2019 folgte er Siegfried Lindenmayr als Bezirksparteivorsitzender der SPÖ Alsergrund nach. In Landesregierung und Stadtsenat Ludwig II ab dem 24. November 2020 blieben seine Ressorts unverändert. Im September 2021 wurde Marcus Gremel zu seinem Nachfolger als SPÖ-Parteivorsitzender in Wien-Alsergrund gewählt.
Hacker bezeichnete die Ärzte und Ärztinnen Österreichs während der Covid-19-Pandemie unter anderem als ängstlich und hysterisch und wurde hierfür von der Ärzteschaft kritisiert.

## Kritik
Im Dezember 2018 verglich Hacker die von der Bundesregierung Kurz (ÖVP-FPÖ) geplante Abfrage des Migrationshintergrunds in Verfahren zur Beantragung der Mindestsicherung mit der Erhebung der Vorfahren von Personen im NS-Staat, was von Politikern der Regierungsparteien scharf zurückgewiesen wurde. Er erklärte dazu, mit einem solchen Gesetz würden zum ersten Mal in der zweiten Republik Antragsteller in einem Behördenverfahren Angaben über die Herkunft ihrer Eltern geben müssen, was er ablehnt. SPÖ-Parteivorsitzende Pamela Rendi-Wagner gab ihm inhaltlich recht, wies den Vergleich aber als „überspitzt“ und „völlig überzogen“ zurück. Von Armin Wolf in der Nachrichtensendung Zeit im Bild darauf angesprochen, meinte er, das sei „nicht von großer Relevanz“. Dagegen, dass das gegen Rendi-Wagner gerichtet gewesen sei, verwahrte er sich später damit, er habe gemeint, die Wortwahl bei der Kritik an den Plänen der Regierung sei nicht von Relevanz, es gehe um den Inhalt der Vorhaben.
Die von Hacker betriebene Schließung und der Abriss des Ferry-Dusika-Hallenstadions, das die einzige Radrennbahn Österreichs umfasste, zog vehemente Kritik der betroffenen Sportverbände nach sich. Der Österreichische Radsport-Verband kritisierte, nicht in die Entscheidung eingebunden worden zu sein.
Die von Peter Hacker verfügte Umbenennung fast aller Wiener Spitäler wurde von Christiane Druml, der Leiterin des Bereichs Ethik, Sammlungen und Geschichte der Medizin an der Medizinischen Universität Wien, substantiell in Frage gestellt. Die Änderung des Namens nehme dem Spital und damit auch der Stadt „einen Teil ihrer Geschichte und damit einen Teil ihrer Identität. [...] Mit einem Streich ist jeder historische Bezug, jede Entwicklung, jede soziale und medizinhistorische Leistung vergessen.“ Auch stelle die durchgehende Verwendung des Begriffes Klinik „einen Etikettenschwindel dar, denn unter Kliniken versteht man im Allgemeinen "teaching hospitals", die an medizinische Fakultäten beziehungsweise Universitäten angeschlossen sind, aber nicht kommunale Bezirksspitäler.“
Im Rahmen der COVID-19-Pandemie in Österreich bezeichnete Hacker im Jänner 2022 die COVID-19-Impfpflicht als „alternativlos“ und war auch Monate später, am 25. Mai 2022, gegen die dann vom Bund beschlossene Aussetzung der allgemeinen COVID-19-Impfpflicht. Die Aussetzung hielt Hacker grundsätzlich für einen Fehler, mit dem Argument, dass man die schon beschlossene Impfpflicht in Österreich nun auch umsetzen soll. Im Februar 2023 hingegen meinte Hacker, dass die auch von der SPÖ und dem Wiener Bürgermeister Michael Ludwig mit beschlossene allgemeine COVID-19-Impfpflicht ein Fehler gewesen war, die Umsetzung sei seiner Aussage nach dem nationalen Konsens geschuldet gewesen, und die SPÖ habe diese Maßnahme „nicht gerne, aber aus Solidarität“ mitgetragen. Vom Wiener FPÖ-Chef Dominik Nepp wurde diese Aussage, dass die Impfpflicht lediglich im nationalen Konsens mitgetragen wurde, als „dummes Herumgelüge“ bezeichnet.
Im September 2024 stellten die Wiener ÖVP und FPÖ im Gemeinderat einen Misstrauensantrag gegen Hacker. Die Oppositionsparteien kritisierten vor allem die Sozialunterstützung in Wien.